# Economia Bălțiului
Economia Bălțiului este formată de peste 7.600 agenți economici cu diferite forme organizatorico-juridice. Peste 90 % din agenții economici sunt reprezentanții micului business. Municipiul Bălți, cu o populație de 4 % din totalul pe țară, generează 14 % din producția industrială, 9 % din vînzările cu amănuntul și acumulează 6 % din investițiile în capital fix .

Așezarea geografică centrală în nordul țării este extrem de avantajoasă. Calea ferată activează în trei direcții, autostrăzile în 5 direcții. Este un important centru industrial; sunt active industria ușoară, alimentară, a construcției de mașini, a materialelor de construcții ș.a. Dificultățile municipiului de ordin economic sunt: necesitatea surselor investiționale pentru reconstrucția anumitor întreprinderi principale și infrastructurii orașului, deficitul de resurse acvatice .

## Date generale
Primii ani ai secolului XXI starea economică și sfera socială a municipiului Bălți se caracteriza prin creșterea stabilă și treptată a potențialului dezvoltării social-economice. Creșterea economică a fost asigurată în fond de cererea internă, care se bazează pe creșterea consumului privat și a investițiilor. 

Pe parcursul anilor 2004–2008 municipiul Bălți a beneficiat de un flux continuu de investiții, atât ca volum de credite din partea companiilor afiliate, cât și ca aporturi în capitalul social. În Ratingului Performanței Investiționale a Regiunilor orașul află pe locul 5, fiind avantaja practic numai de volumul înalt al investițiilor. Poziționarea în RAPIR a fost influențată negativ de dinamica performanței și cea a diversității investiționale care duce municipiul în a doua jumătate a topului. Nivelul relativ înalt al investițiilor se poate explica prin prezența unei infrastructuri relativ dezvoltate în comparație cu alte orașe din țară și prin statutul de capitală economică și administrativă a nordului. Însă din cauza crizei, în 2009 suma investițiilor a fost de 466,4 mil lei, cu 47 % față de anul 2008 . În 2010 suma investițiilor nu s-a schimbat mult, fiind de 494,7 mln lei . Printre principalele motive invocate de întreprinzători sunt reducerea puterii de cumpărare a cetățenilor și a volumului de servicii prestate atât persoanelor fizice, cât și celor juridice, dar și lipsa unor strategii de dezvoltare a anumitor sectoare economice . 

În general, nivelul de cooperare dintre agenții economici și autoritățile publice locale este perceput de mediul de afaceri ca insuficient. Astfel, majoritatea agenților economici susțin că nu au așteptări pozitive din partea autorităților publice locale pentru ca companiile să depășească criza economică, iar de la organele executivului central aceștia doresc cel puțin o stabilitate politică și economică . 
Salariul mediu lunar în 2010 a atins valoarea de 3179,5 lei, cu 9,6 % mai mare față de 2009 . În municipiul Bălți activează 6,3 % din totalul salariaților pe țară . 
În anul 2008 în Bălți au fost înregistrate 321 microîntreprinderi, 419 întreprinderii mici, medii – 60, mari - 48 și în total – 1848 întreprinderi. Numărul întreprinderilor cu capital străin - 67. Cota întreprinderilor din Bălți în totalul vânzărilor realizate de întreprinderile din Republica Moldova este de 5,6 % (2008) .

## Industria
Având tradiții bune în multe ramuri, industria reprezintă sectorul principal al economiei municipiului Bălți. În anii 2006-2008 creșterea producției industriale în Bălți (rata medie anuală +4 %) a fost mult mai puternică decât în ansamblu pe țară (rata medie anuală -1,6 %) .

Industria prelucrătoare deține întâietatea în privința volumului de producție și numărului de angajați, în structura căreia se evidențiază producția de zahăr (100 %, totalul pe republică), ulei vegetal (două din cele trei combinate de uleiuri vegetale) produse lactate, tutun fermentat, produse din carne .

Problema cea mai mare a întreprinderilor industriale este uzura morală și fizică a echipamentului și utilajelor, ce determină creșterea costurilor de producție. În același timp, cota cea mai mare în structura specifică a investițiilor în capital fix o deține achiziția de echipamente și utilaje – 35,3 % (2009), ceea ce reflectă tendința de modernizare a echipamentului productiv la uzinile și fabricile din Bălți .

Valoarea producției industriale în 2010 constituie  2706,9 miln lei, cu 0,3 % mai puțin decât în 2009 .

### Energetica

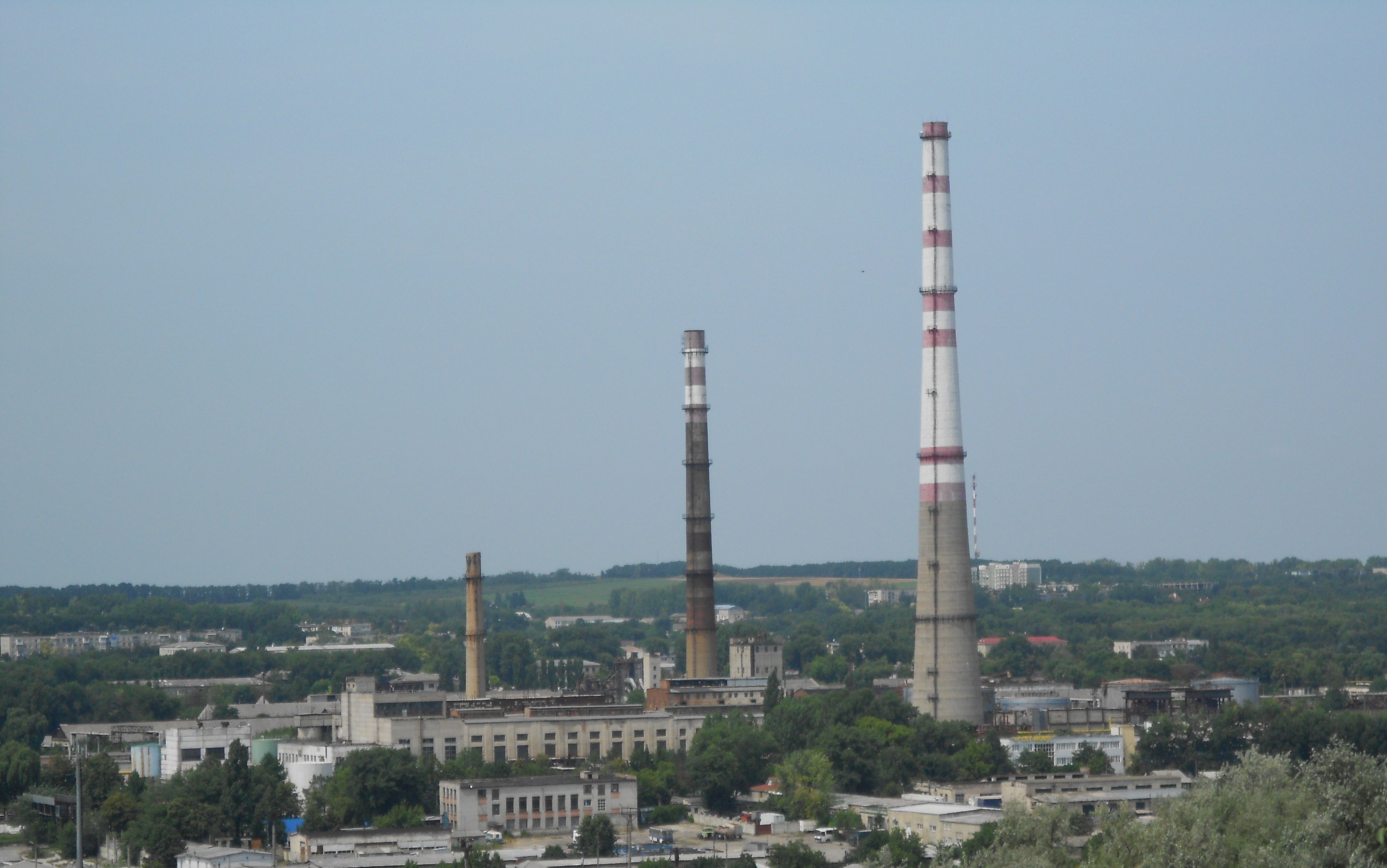
Cet-Nord, vedere panoramică

Municipiul Bălți dispune de o Centrală Electrică cu Termoficare – CET-Nord. Acestei centrale în revine rolul principalului agent de termoficare a locuințelor, întreprindelor, instituțiilor culturale și publice . CET-Nord realizează atât producerea, cât și distribuția de energie termică. Combustibilul utilizat este gazul natural importat din Rusia . Distribuția energiei termice se face prin rețeaua cu lungimea de 195,2 km și 67 puncte termice de distribuție . Puterea termică instalată a la CET-Nord constituie 342 Gcal/h . Puterea instalată de generare a energiei electrice la CET-Nord este de 28 MW, ceea ce reprezintă 0,9% din puterea instalată a centralelor din Republica Moldova. Dar puterea disponibilă este de 15 MW - 1,1% din toată energia electrică produsă în țară. Adică, în prezent se utilizează doar 53 % din puterea centralei . Actualmente echipamentele CET-NORD s-au uzat în proporție de 63 %. Rețelele termice existente se exploatează peste 50 ani și necesită o reconstrucție completă și modernizare, uzura constituind peste 60 %. Ultima reînoire a utilajului a avut loc în 2005, fiind montat și dat în exploatare turboagregatul PT-12-35 cu o putere de 12 MW în regim de activitate cu vid redus .

În afară de centrală de termoficare, în Bălți există 7 cazangerii ce asigură cu energie termică unele cartiere și obiecte sociale: „Slobozia”, „Crâlova”, „Arbore”, Gimnaziul nr. 10, Școala medie nr. 3, Școala medie nr. 15 și clădirea Primăriei mun. Bălți. Aceste cazangerii sunt gestionate de Î.M. „Termogaz-Bălți”. Volumul energiei termice furnizate în 2009 constitue 11,6 mii de Gkal .

Pentru o activitate eficientă în continuare a CET din mun. Bălți este necesară modernizarea ei – instalarea turbinelor cu gaze (ITG) cu scopul majorării capacității de generare. Proiectul este elaborat și prevede majorarea puterii electrice a stației de la 24 MW până la 248 MW .

S.A. „Ascom grup”, companie moldovenească ce se ocupă cu extragerea carburanților fosili din Asia Centrală, încă în 2006 printr-un Protocol de Intenții semnat cu Ministerul Industriei și Infrastructurii al Republicii Moldovei la 15 martie 2006 intenționa să construiască o centrală electrică lângă Bălți cu putere de 450 MW . Până când centrala nu a fost realizată. 

Principalul distribuitor către consumători al energiei electrice în municipiul Bălți și în raioanele vecine este Întreprinderea Municipală S.A. „RED-Nord" care dispune de circa 400 km LEA 0,4/10 kV, 400 km LC 0,4/10 kV, 249 unități  ale posturilor de transformare . În mun. Bălți anual se consumă 158,840 mln. kV/oră, inclusiv: fondul locativ - 39,7 mln. kV/h; construcții administrativ-civile și întreprinderi comunale - 33,57 mln. kV/h; întreprinderi industriale - 70,03 mln. kV/h; apeducte, canalizări - 15,549 mln. kV/h.

Pentru a asigura alimentarea municipiului cu energie electrică s-au proiectat noi linii electrice aeriene (LEA) de tensiuni înalte. În 2007 compania moldovenească Î.S „Moldelectrica” și cea românească S.C. „Transelectrica” au semnat un Memorandum de Înțelgere pentru dezvoltarea și construirea unei linii de interconexiune de transport a energiei electrice de 400 kV între Bălți și Suceava (România) . Circa 95 km din lungimea LEA va trece pe teitoriul României și 49 pe teritoriul Republicii Moldova . Studiul de fezabilitate pentru proiectul LEA 400 kV Suceava-Bălți a fost finalizat și a costat circa 500 000 euro, fiind realizat dintr-un grant de la Banca Europeană de Reconstrucție și Dezvoltare. Proiectanții liniei electrice sunt companiile CESI (Italia) și ISPE (București). Dar, din cauza instabilității politice de la Chișinău construcția liniei a fost amânată pentru 2012 .

Rețeaua electrică se va dezvolta și prin construcția circuitului doi al LEA 330 kV Bălți-CHE Novodnestrovsk (Ucraina), circuitului doi al LEA 330 kV Bălți-Strășeni-Chișinău și LEA 330kV Bălți-Râbnița .

În municipiu sunt două baze petrloiere medii: SA „Lucoil Moldova” și „Tirex-Petrol” cu capacitatea de depoziatare de 17 400 m3 și, respectiv, 23 500 m3. Există și un depozit de produse petroliere administrat de ÎS „Calea Ferată din Moldova” amplasat pe teritoriul depoului feroviar cu o capacitate de numai 320 m3 .

### Industrie constructoare de mașini și prelucrarea metalelor
Industriei constructoare de mașini îi revine 8,6 % din volumul total industrial  al municipiului, din care 4,6 % revine producției de mașini și aparate electrice. Numărul întreprinderilor din acceastă subramură industrială este comparativ mic. „Moldagrotehnica” SA este cel mai mare producător de mașini agricole din Moldova, care oferă o gamă largă de produse pentru sectorul agricol: pluguri, semănători, remorci, diferite utilaje precum și cazane pe biomasă, peleți . Compania „Răut” SA este orientată în producția de aparatură și instrumente medicale, de precizie, optice etc. La începutul lunii martie 2011 Ministerul Economiei al Republicii Moldova a anunțat că își propune crearea unui parc industrial în baza uzinei . În 2011 a fost deschisă o fabrică de către concernul german Draexlmaier, care produce componente și echipamente electronice pentru automobile: panouri de comandă, cabluri și componente electrice pentru automobile .

### Industria ușoară
Industria ușoară se clasează pe locul II după nivelul de dezvoltare. În această subramură sunt concentrate câteva zeci de fabrici. Una din cele mai mari întreprinderi din domeniu este SA „Flautex”, cu 100 % capital privat, este succesorul întreprinderii textile, fondate în anul 1947. Întreprinderea este specializată în producerea articolelor textile din bumbac. Volumul anual al vânzărilor constituie 250 mii de euro, din care 10 % sunt destinate exportului în Italia (seturi de prosoape pentru hoteluri și camping) și Rusia (halate, lenjerie de pat, prosoape din bumbac) . 

Întreprindere mixtă moldo-italiană SRL „Faschion Group” se specializează în confecționarea articolelor tricotate pentru dame, bărbați și copii. În prezent, concomitent cu exportul producției în Italia, întreprinderea livrează marfa sa și pe piața internă a Moldovei. Fabrica de confecții „Runfelsia” SRL utilizează pânze din bumbac, viscoză naturală, vâscoză cu lycra, alte feluri de mătase. În cadrul întreprinderii activează cca 160 de muncitori. Fabrica este specializată în producerea hainelor și lenjeriei. Volumul anual al vînzărilor alcătuiește cca 600 mii euro, principalul partener ester este Rusia .

Întreprinderea SRL „Stip” produce jucării plușate, perne pentru scaune de autoturism de unică folosință și pungi igienice pentru companiile aeriene. Volumul anual al vînzărilor depășește 500,0 mii euro. Principalii importatori ai producției sunt România, Germania și Ucraina, acumulând împreună 42 % din totalul exportului .

În croșetarea articolelor este orientată întreprinderea SRL „Viat-Plus”, înființată în 2008 ce oferă servicii în broderie profesională pe piele și toate tipurile de țesături. În cadrul întreprinderii sunt numai 8 muncitori. Capacitatea anuală a vânzărilor alcătuiește 40 mii euro, dintre care 50 % din marfa produsă se exportă în Italia .

Industria confecțiilor este reprezentată și de întreprinderile „Rada” SA, „Bălțeanca” SA - ultima producând haine de damă .

Produsele din blană sunt fabricate la SA „Mioara”, fondată în 1945 . Fabrica constituie principalul producător al republicii de paltoane, căciule, articole cu captușeală de blană, cuverturi plapume de lână și alte produse din blană.

În 2003, în mun. Bălți se fabrica 12 % din toata producția textilă din Republica Moldova .

### Industria alimentară
SA „Incomlac”, membră grpului „JLC”, este cea mai mare întreprindere prelucrătoare a laptelui din Republica Moldova, exportând produse în Ucraina, Rusia. Cifra de faceri a acesteia în 2009 a constituit 387 mln, în ultimii S.A. „Incomlac” are o pondere de 23 % din piața de lactate din țară .

## Agricultura
Din suprafața totală a municipiului, 3331 ha sunt terenuri cu destinație agricolă .

## Comerțul
Comerțul este ramura care se dezvoltã cel mai dinamic, în 202 în sector erau antrenați peste 540 agenți economici. Rețeaua de comerț din municipiu fiind formată de 630 puncte de comerț, inclusiv: 668 magazine, 192 chioșcuri, 296 diverse întreprinderi de alimentație publică, inclusiv 6 restaurante, 54 cafenele, 53 cantine, etc. Pe lângă aceasta în municipiu funcționează 10 piețe și 84 de întreprinderi specializate pe prestarea serviciilor populației .
Din cele 668 magazine înregistrate la începutul anul 2014, 213 de unități sunt specializate în comercializarea produselor alimentare, 417 - industriale, 3 supermaketuri, 76 specializate, 54 magazine-depozite, 7 magazine-bucătării, 5 magazine-terase. Se manifestă un dezechilibru în distribuția magazinelor. Cel mai mare număr de unități comerciale sunt concentrate în centrul orașului, în timp ce la periferia cartierelor se observă deficit de magazine. Astfel, în Centru sunt 342 de unități comerciale, urmat de cartierul Slobozia - 130 de unități, Dacia - 105 de unități, Pământeni - 65 de unități, Molodova - 20 de unități și Bălții Noi - 6 unități.